# Núi tuyết Ngọc Long
Núi tuyết Ngọc Long (tiếng Trung: 玉龙雪山; Hán-Việt: Ngọc Long tuyết sơn; bính âm: Yùlóng Xuěshān; Tiếng Nạp Tây: Ngv'lv bbei jjuq) là một khối núi gần Lệ Giang, tỉnh Vân Nam, tây nam Trung Quốc. Đỉnh cao nhất của nó được đặt tên Phiến Tử Đẩu (扇子陡, Shanzidou) cao 5.596 m. Phía tây bắc núi là vực Hổ Khiêu nổi tiếng thách thức các nhà leo núi. Toàn bộ hệ thống núi này có tất cả 12 đỉnh núi cao trên 5.000m quanh năm tuyết phủ. 12 ngọn núi này bao phủ khu vực rộng lớn giống như con rồng màu trắng bạc giữa trời nên gọi là "Ngọc Long". Đây là ngọn núi thứ 71 trong những ngọn núi cao nhất thế giới.

## Miêu tả
Từ độ cao 1.000m bên bờ sông Kim Sa, người ta có thể nhìn thấy hệ thực vật rất đa dạng của Ngọc Long bao gồm thực vật nhiệt đới, ôn đới và hàn đới. Có nhiều tùng, bách, vân ma, hồng xam,...các loại cây quý như bách hợp, báo xuân, đỗ quyên. Riêng đỗ quyên có hơn 40 loại mọc khắp các đỉnh núi. Các loại thảo dược quý có: hạ thảo, tuyết trà, tuyết liên, ma hoàng, bối mẫu, trọng lâu, mộc hương,....có tới hơn 200 loại. Nơi này còn gọi là bảo tàng băng tuyết vĩnh cửu. Núi tuyết Ngọc Long hiện nay là điểm tham quan du lịch bậc nhất vừa là khu bảo tồn của tỉnh Vân Nam. Cùng với Lệ Giang, Đại Lý, Côn Minh và Thạch Lâm tạo nên du lịch liên tuyến riêng biệt cho tỉnh Vân Nam.
Có nhiều cách để lên được núi Ngọc Long. Có thể mua một tour hằng ngày đi bằng cáp treo và có cả vé thắng cảnh. Vì dãy núi rất lớn nên có nhiều điểm có cáp treo, điểm lên cao nhất là hơn 4.506 mét và được coi là cáp treo có độ cao cao nhất châu Á. Từ những điểm cuối của cáp treo cũng có thể thuê ngựa để lên cao hơn nữa với giá vài chục tệ.

## Phương tiện giao thông
Du lịch chuyên tuyến tại trung tâm du lịch tỉnh, khoảng cách đi xe là 1 tiếng để đến Ngọc Long.